# S. (roman)
Pour les articles homonymes, voir S (roman).
Ne doit pas être confondu avec S (roman d'Updike).
S. est un roman écrit par Doug Dorst et conçu par J.J. Abrams en 2013 dont le format est inhabituel. Il est présenté sous la forme d'une histoire dans l'histoire. Le Bateau de Thésée est un roman écrit par un auteur purement fictif dont un des ouvrages a été annoté par deux étudiants espérant découvrir l'identité mystérieuse de l'auteur et ses éventuels secrets par le biais de l'ouvrage lui-même ainsi que des éléments ajoutés par les étudiants entre les pages du livre au fur et à mesure de leurs recherches.    
S. a été qualifié « d'œuvre d'art, d'expérimentation littéraire, et de lettre d'amour ouverte au monde du livre papier. »

## Description
S. est présenté sous la forme du roman Le Bateau de Thésée écrit par un auteur insaisissable du nom de V.M. Straka et publié en 1949. Contrairement à la version originale du livre où aucune référence n'est faite à Dorst ou Abrams à l'exception de l'étui noir comportant le « titre » S., la version française comporte ces informations en première page. Les informations concernant les traducteurs y figurent également. Quant aux informations concernant la vraie édition du livre, celles-ci apparaissent derrière la quatrième de couverture et en très petits caractères en-dessous d'une représentation fictive de l'historique des dates de retours de prêt du livre entre 1957 et 2000 de bibliothèque de Laguna Verde, une école secondaire américaine.
Hors de son étui, S. est conçu pour ressembler à un simple exemplaire du roman Le Bateau de Thésée écrit par Straka, emprunté et jamais retourné à la bibliothèque de Laguna Verde. Ses pages sont usées, jaunies voire tachées et contiennent des estampilles de la bibliothèque.
Sa tranche est étiquetée avec une étiquette de bibliothèque mentionnant l'emplacement de l'ouvrage dans la classification décimale de Dewey. 
Le roman peut être lu seul dans son intégralité. Présenté comme le dix-neuvième et dernier roman de Straka avant une mort mystérieuse,  Le Bateau de Thésée raconte l'histoire de l'étrange voyage d'un amnésique qui tente de découvrir qui il est. La vie et mort énigmatique de Straka sont considérées comme un des plus grands mystères non percés du monde de la littérature, le tout est nimbé de théories conspirationnistes, de suspicions d'espionnage et de complots d'assassinats. Son identité est l'objet de grand nombre de débats savants comme en témoigne la préface du roman ainsi que les notes de F.X. Caldeira décrit comme le traducteur choisi par Straka pour la majeure partie de ses livres, y compris  Le Bateau de Thésée, bien que même Caldeira n'ait jamais rencontré Straka en face-à-face.
Un second scénario se déroule dans les marges du livre. Eric, un étudiant diplômé disgracié qui a passé sa vie à étudier Straka et ses œuvres littéraires. Jen est une étudiante en dernière année contemplant la prochaine étape de sa vie. Les deux commencent à échanger sans cesse mais sans se réunir, une copie du livre Le Bateau de Thésée. Ils utilisent les marges du livre pour mener à bien des discussions au sujet de qui était Straka avec des notes manuscrites, des flèches et des symboles, etc. La paire espère résoudre le mystère de l'identité de Straka avant un des anciens professeurs diplômé d'Eric, qui aurait volé, utilisé et publié ses recherches sur Straka après l'avoir expulsé de l'établissement. Les notes manuscrites dans les marges ne sont pas toujours chronologiques. Ce sont les couleurs de stylo et les différents styles d'écriture qui permettent de faire la distinction dans les dialogues entre les deux, de même pour la chronologie au fur et à mesure de leurs relectures du roman.
Parallèlement à la chronologie de Jen et Eric dans leur lectures et annotations du roman, ont été physiquement pliés et insérés entre les pages liées du livre : des cartes postales, des lettres manuscrites, des cartes, des articles photocopiés, extraits de livres, etc. 
Il s'agit d'autant de pièces à conviction et indices que Jen et Eric se transmettent en s'échangeant le livre.

## Origine
S. est à l'origine d'une collaboration entre l'écrivain Doug Dorst le producteur de films J.J. Abrams. Ce dernier a apporté le concept pour le livre, lui-même écrit par Doug Dorst. Abrams a déclaré que l'idée lui serait venue après avoir trouvé un livre sur un banc qui comportait l'inscription suivante : « pour celui qui trouvera ce livre, s'il vous plaît lisez le et déposez le quelque part pour que quelqu'un d'autre puisse le lire. » Dorst aurait déclaré que son idée pour le concept central de l'histoire lui serait venu après s'être renseigné sur la paternité des œuvres de Shakespeare et sur B. Traven.
Les auteurs avaient à l'esprit un livre comme un objet physique, et non pas seulement comme étant seulement une histoire. Abrams a précisé que « le tenir physiquement est en quelque sorte l'intérêt de la chose. »" L'un des critiques a appelé S. un argument en faveur du surcoût d'un livre physique, « la possession de merveilles qui ne peuvent être traduites en bits numériques ».
Bad Robot Productions, la société de production de film d'Abrams, a publié une bande annonce intitulée Stranger.